# Taumatawhakatangihangakoauauotamateaturipukakapikimaungahoronukupokaiwhenuakitanatahu
Taumatawhakatangihangakoauauotamateaturipukakapikimaungahoronukupokaiwhenuakitanatahu az új-zélandi Porangahau közelében található 305 méter magas domb maori neve.

## Elhelyezkedése

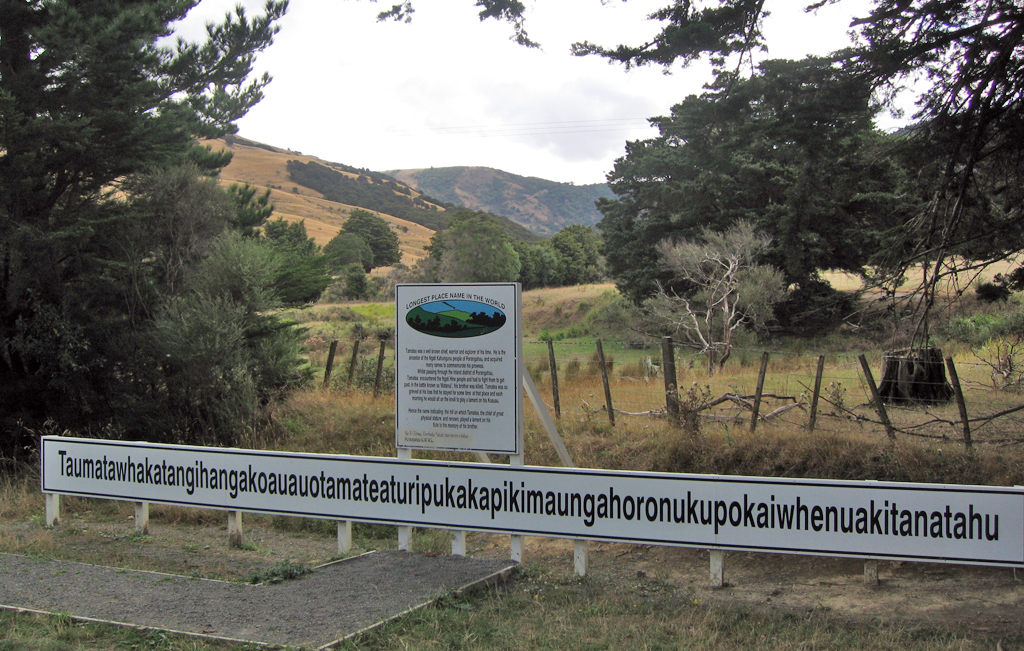
A hegyet jelző tábla

A hegy Waipukurautól délre, a Hawke's Bay déli részén áll. Az új-zélandi Földrajzi helységnevek adattárában a „Taumatawhakatangihangakoauauotamateaturipukakapikimaungahoronukupokaiwhenuakitanatahu” név a déli szélesség 40,3480 fok, keleti hosszúság 176,5321 fok földrajzi koordinátái alatt szerepel.

## Neve
A hegy nevét az egyszerűség kedvéért a helyi lakosok gyakran Taumatának rövidítik. Mint a világ egyik leghosszabb földrajzi neve vált világhíressé. Jelentése körülbelül ennyi: „A hegycsúcs, ahol Tamatea, a nagy térdű ember, aki megmássza a hegyeket; a világjáró, aki átutazott itt, fuvolán játszott szerelmének.”
Nyolcvanöt betűs hosszával bekerült a Guinness Rekordok Könyvébe.

## Vonzereje
A név – főleg hossza miatt – igen népszerű a popkultúrában, szerepelt már Mountain Dew reklámban és az angol Quantum Jump zenekar „Lone Ranger” című, 1979-es számában. Előfordul Peter Cape, új-zélandi énekes és dalszerző egyik 1960-as dalában, valamint a Hardcore DJ's Dark Raver & DJ Vince „Thunderground” című szerzeményében.

## Fordítás
Ez a szócikk részben vagy egészben  a   Taumatawhakatangihangakoauauotamateapokaiwhenuakitanatahu című angol Wikipédia-szócikk fordításán alapul.  Az eredeti cikk szerkesztőit annak laptörténete sorolja fel. Ez a jelzés csupán a megfogalmazás eredetét és a szerzői jogokat jelzi, nem szolgál a cikkben szereplő információk forrásmegjelöléseként.